# Cantabile
Cantabile és un terme musical que significa literalment "cantable" o "com una cançó" en italià. Té diferents significats segons el context. En la música instrumental, indica un particular estil de tocar imitant la veu humana. Per als compositors del segle xviii, el terme és usat sovint com "cantant", i indica un tempo moderat i flexible, una execució legato. Per a compositors posteriors, particularment de música per a piano, cantabile indica l'èmfasi d'una línia musical en particular enfront de l'acompanyament (comparar amb contrapunt).
En l'òpera, cantabile és usat com nom que al·ludeix a la primera meitat d'un ària doble, seguit per una cabaletta. El moviment cantabile seria més lent i de forma més lliure en contrast amb l'estructurada i generalment més ràpida cabaletta. Referit a la interpretació, indica que ha de fer-se de forma melodiosa i sense canvis bruscs, legato, com qui canta dolçament.